# William Wordsworth (componist)
William Brocklesby Wordsworth (Londen, 17 december 1908 – Kingussie, 10 maart 1988) was een Brits componist.
Hij is een nazaat van de broer Christopher van de veel bekendere dichter William Wordsworth en zoon van een dominee. Vanwege een matige gezondheid kreeg hij alleen thuis privéles. Zijn leraren op muziekgebied waren allereerst een plaatselijke pianolerares in Hinhead en vervolgens George Oldroyd (harmonieleer en contrapunt van 1921 tot 1931. Oldroyd was dirigent van het kerkkoor in Croydon; Wordsworth zong er en bespeelde op verzoek ook wel ook altviool, piano en orgel. Een verder studie werd verricht bij Donald Francis Tovey aan de Universiteit van Edinburgh (van 1934-1936), nadat Wordsworth hem zijn Drie hymnepreludes had gezonden. Hij studeerde echter niet af, maar was kapitaalkrachtig genoeg om een componistenbestaan op de bouwen. Hij meldde zich als gewetensbezwaarde af voor militaire dienst en deed in afwachting van zijn eventuele veroordeling vrijwilligerswerk op het land, hetgeen positief meespeelde in zijn uiteindelijke straf. In 1961 verhuisde Wordsworth naar het Schotse Inverness-shire, waar hij medeoprichter en medewerker was van de Schotse Componisten Bond. Hij schreef ongeveer honderd werken, waarvan minder dan twintig een opname hebben gekregen (gegevens januari 2019). De meeste zijn tonaal en in een laat-romantische stijl. Er werd gedurende het leven van Wordsworth weinig aandacht aan zijn muziek gespendeerd, getuige de uitvoering van slechts één werk tijdens de Proms-concerten; symfonie nr. 3 werd er in 1954 gespeeld.

## Werklijst (incompleet)
- opus 1: Drie hymnes voor orgel (1932)
- opus 3: Sonate voor viool en piano (1933)
- opus 5: Liederen
- opus 6: Sinfonia voor strijkorkest (1939)
- opus 12: Canzona (1938) en ballade (1941)voor strijkinstrumenten
- opus 13: Pianosonate
- opus 14: The houseless dead (lied uit 1939)
- opus 16: Strijkkwartet nr. 1
- opus 18: Dies Domini (1942-1944)
- opus 19: Thema en variaties voor orkest (1943)
- opus 20: Strijkkwartet nr. 2
- opus 21: Vier heilige sonnetten voor zangstem en orkest (1944)
- opus 23: Symfonie nr. 1 (1944)
- opus 26: Hymn of Dedication voor koor en (strijk)orkest (1945)
- opus 27: Cheesecombe suite
- opus 28: Pianoconcert (1946)
- opus 29: Nocturne voor cello en piano
- opus 34: Symfonie nr. 2 (1948)
- opus 39: Processional ouverture (1949)
- opus 40: Lucifer yields, cantate (1949)
- opus 41: Ballade voor piano
- opus 42: Scherzo
- opus 46: A vision: Songs of innocence and experience, voor vrouwenstemmen, strijkorkest en piano (1950)
- opus 48: Symfonie nr. 3 (1951)
- opus 53: Symfonische studie voor strijkorkest (1952)
- opus 54: Symfonie nr. 4 (1953)
- opus 58: Divertimento voor orkest (1954)
- opus 60: Vioolconcert (1955)
- opus 61: A song of praise, voor koor en orkest (1956)
- opus 62: Sinfonietta voor kamerorkest (1958)
- opus 66: Cellosonate nr. 2
- opus 68: Symfonie nr. 5 (1960)
- opus 70: Cellosonate
- opus 72: Variaties op een Schots thema (1962)
- opus 73: Celloconcert (1962)
- opus 74: Conversatie voor twee celli en piano (1962)
- opus 76: A Highland Overture (1964)
- opus 77: Dialoog voor hoorn en piano (1965)
- opus 78: Jubilation, feestmuziek voor orkest (1965)
- opus 82: Valediction voor orkest
- opus 86: Conflict, ouverture voor orkest
- opus 87: Twee Schotse schetsen voor klein orkest en of Sinfonia semplice (1967/1969)
- opus 89: A pattern of love, voor zangstem en strijkorkest (1970)
- opus 90: Spring Festival Overture (1970)
- opus 91: A Christmas Garland, voor vrouwenstemmen, strijkinstrumenten, piano en orgel (1971)
- opus 94: Symposium voor viool en orkest (1972/3)
- opus 97: Adonis (1974), geschreven naar aanleiding van de dood van zijn zoon)
- opus 100: Confluence, symfonische variaties voor orkest
- opus 102: Symfonie nr. 6 Elegiaca (1977, geschreven naar aanleiding van de dood van zijn zoon: In memory: Tim)
- opus 107: Symfonie nr. 7 Cosmos (1980)
- opus 111: Elegie voor Frieda (naar aanleiding van het overlijden van zijn vrouw Frieda); twee versies, een voor strijkkwartet en een voor strijkorkest (1984)
- opus 112: Excelsior voor strijkinstrumenten (1983)
- opus 113: Conversatiestuk voor altviool en gitaar (1982)
- opus 117: Symfonie nr. 8 Pax hominibus (1986)
- Kwartet in d mineur voor hobo en strijkinstrumenten
- Andante cantabile voor strijkorkest
- Festival March in C voor orkest
- “The Fool’s Saga” voor orkest
- Toneelmuziek "The Hawk and the Handsaw"
- Music for Pytheas voor zangstem en orkest
- Nun komm, der Heiden Heiland voor koor en orkest
- Ouverture “The Forest”
- Sea-Based Song Based on a Scots Traditional Tune voor orkest
- Suite in a mineor voor strijkorkest
- The Two Princes -Ouverture, entracte aen liederen

- Bibsys: 15020615
- Bibliothèque nationale de France: cb13901283f (data)
- Gemeinsame Normdatei: 119002590
- International Standard Name Identifier: 0000 0000 8086 997X
- Library of Congress Control Number: n83042570
- MusicBrainz: 7d6784c1-e72e-4ea2-90be-626a91045060
- Nederlandse Thesaurus van Auteursnamen: 097445991
- Istituto Centrale per il Catalogo Unico: CFIV284500
- SNAC: w6255kht
- Virtual International Authority File: 7575791
- WorldCat: E39PBJwRXdgthgK8ghHWxW94bd